# Собакозуб Брунтона
Собакозуб Брунтона (Cynodontium bruntonii) — вид мохів порядку дикранальних (Dicranales).

## Поширення
Батьківщиною є Європа.